# Бердиш

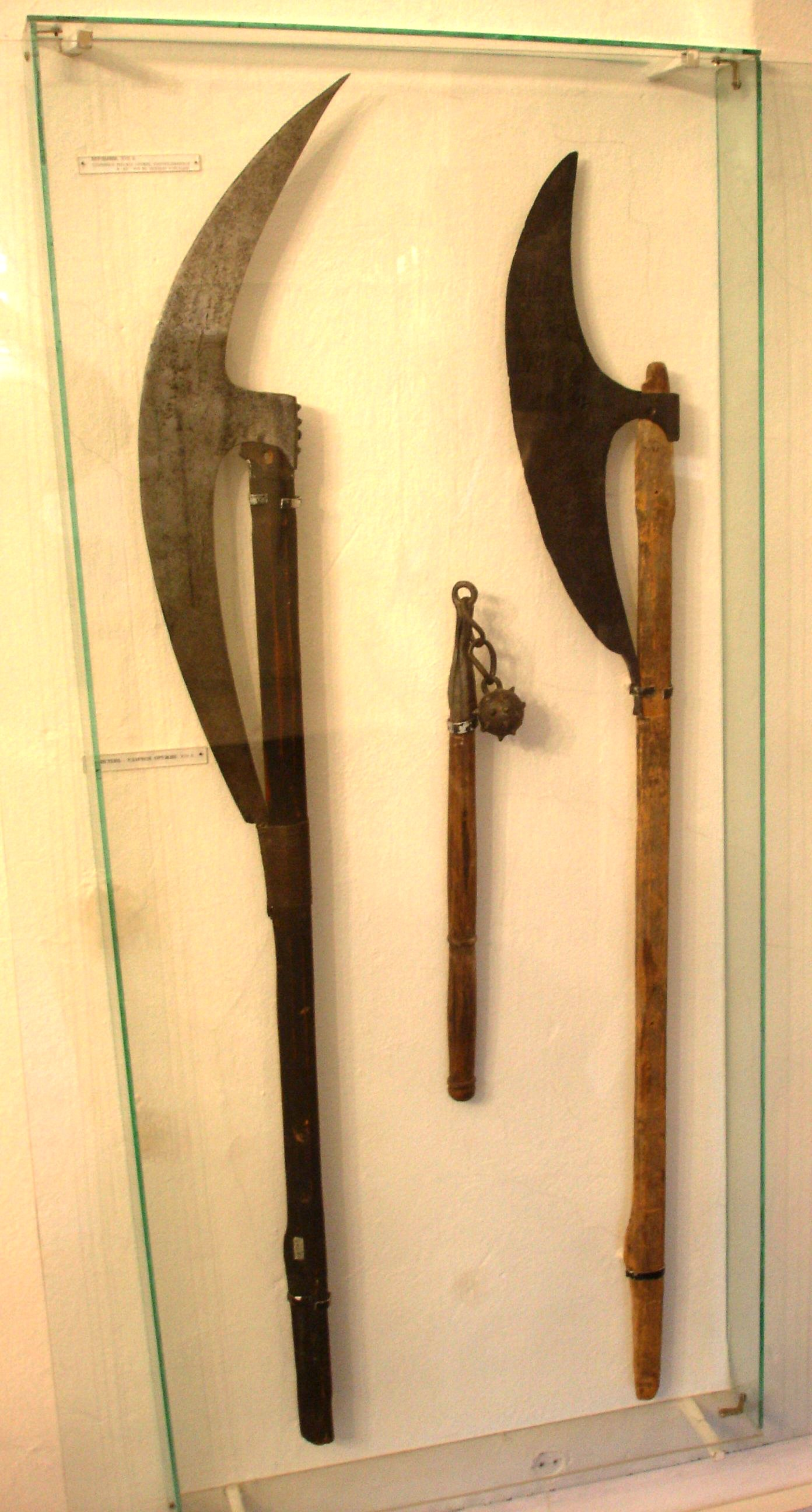
Бердиші і обушок в музеї

Берди́ш (пол. berdysz) — сокира з довгим держаком, що також називається древком або ратовищем, і лезом у вигляді півмісяця. Призначалась здебільшого для боротьби з ворожою кіннотою. Є різновидом бойової сокири.

## Етимологія
Слово бердиш походить від пол. berdysz, bardysz, де утворене від лат. barducium («легка сокирка»), це слово також пов'язували з давн.в-нім. bart, нім. Barte (пор. «бартка», «алебарда»).

## Історія
Зброя схожої будови з'явилася в Європі досить рано. На території Східної Європи бердиші з'являються в першій половині XV століття, а пізніше отримують загальне поширення, як зброя стрілецьких військ і міської охорони. Тут він займав нішу європейської алебарди, але виконував дещо інші функції. Селянам пропонувалося на випадок війни зберігати зброю, серед якої були і бердиші.
У Московському царстві XVI—XVII ст. бердиш був зброєю стрільців, вони використовували його у походах, так і в мирний час при несенні служби. Полотна московитських бердишів відрізнялися різноманітною формою, що з часом змінювалась. Ранні бердиші XVI століття мали одне вістря на верхньому кінці древка і сокироподібні бердиші. Лезо було відносно невеликим — 20-50 см. Пізніше, в XVII столітті, верхні кінці почали часто відковувати у два коротших вістря. Збільшилася і довжина леза до 60-80 см. Полотна церемоніальних бердишів покривали різьбленим візерунком — або прості точки і схематичне листя, або ж у складні малюнки з зображенням єдинорогів, що борються з драконами, різних химер та квітів. Це була зброя довжиною до 170 сантиметрів і вагою близько 3 кг. Для порівняння — вага стрілецьких бердишів була близько 1,5 кг.
З кінця XV століття бердиші набули поширення у Швеції та інших країнах.
У Польщі бердишем називали звичайну сокиру з борідкою. Як зброя піхоти вони були введені в 1674 році і незабаром витіснили шаблі. Вони відрізнялися від московських меншою вагою і довжиною близько 120 см, тому під час стрільби з них ставали на коліна. На початку XVIII століття вони вийшли з ужитку. Схожа зброя побутувала і в Шотландії: вона відома як лохаберська сокира.
В Україні бердишем називали парадну сокиру-булаву, ймовірно, плутаючи два різновиди парадної зброї московитів: стрілецький бердиш та посольську сокирку царської охорони — ринд.

## Будова

Вульж

Тупою частиною, обухом, що зазвичай має спеціально зроблені для гвіздків отвори, клин кріпили до древка на кшталт звичайної сокири. Ратовище заганяли в обух, після чого прибивали цвяхами через отвори в обусі. Зазвичай таких отворів було від 3 до 7. Нижній кінець леза (косицю) кріпили до древка двома-трьома цвяхами й обмотували мотузком чи тонким ременем кількома рядами. Іноді після кожного оберту ремінь прибивали цвяхами.
На нижній кінець ратовища насаджували наконечник-вток, щоб можна було використовувати його замість сошки під час стрільби з вогнепальної зброї. Іноді в полотні бердиша робили певну кількість отворів, у які вставлялись кільця. Бердиш кінноти був меншим, ніж піхотний і до того ж мав два кільця в ратовищі, в які продівався ремінь для носіння.
На малюнку праворуч зображено скоріше вульж, бо типовий бердиш мав місце для пальців для перехоплення за древко між дерев'яним руків'я і лезом, що застосовувалося у ближньому бою і захищало руку воїна від рубаючих ударів (див. мал. праворуч і ліворуч — внизу).

## Техніка бойового застосування
Бердиш підходив для розгонистих ударів, що рубають, а також міг ефективно використовуватися для захисту. Гостре лезо дозволяло завдавати ріжучі удари. Ґрунтуючись на конструкції зброї, історики вважають, що вона могла використовуватися і для завдання колючих ударів гострим кінцем.

## Цікаві факти
Бердиш зображено на сучасному гербі міста Бердичів, що відображає історію виникнення міста як укріплення на шляху ворожих набігів, а також розкриває одну з версій про походження його назви.

## Галерея

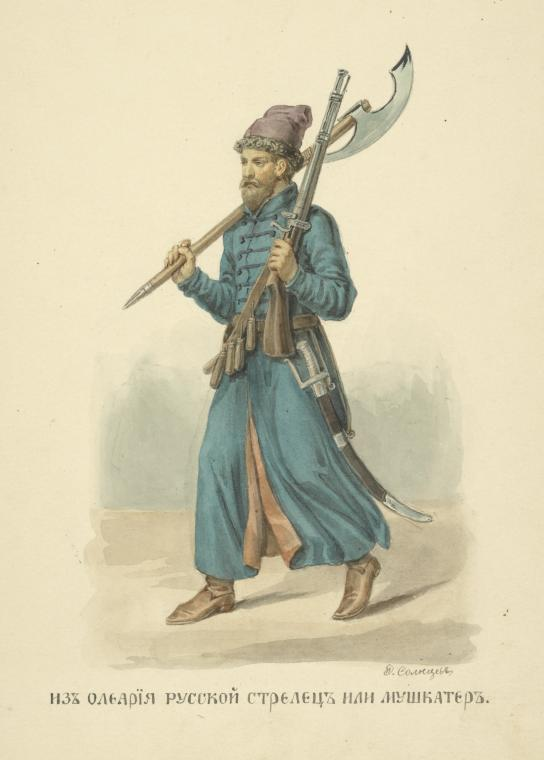
Російський стрілець
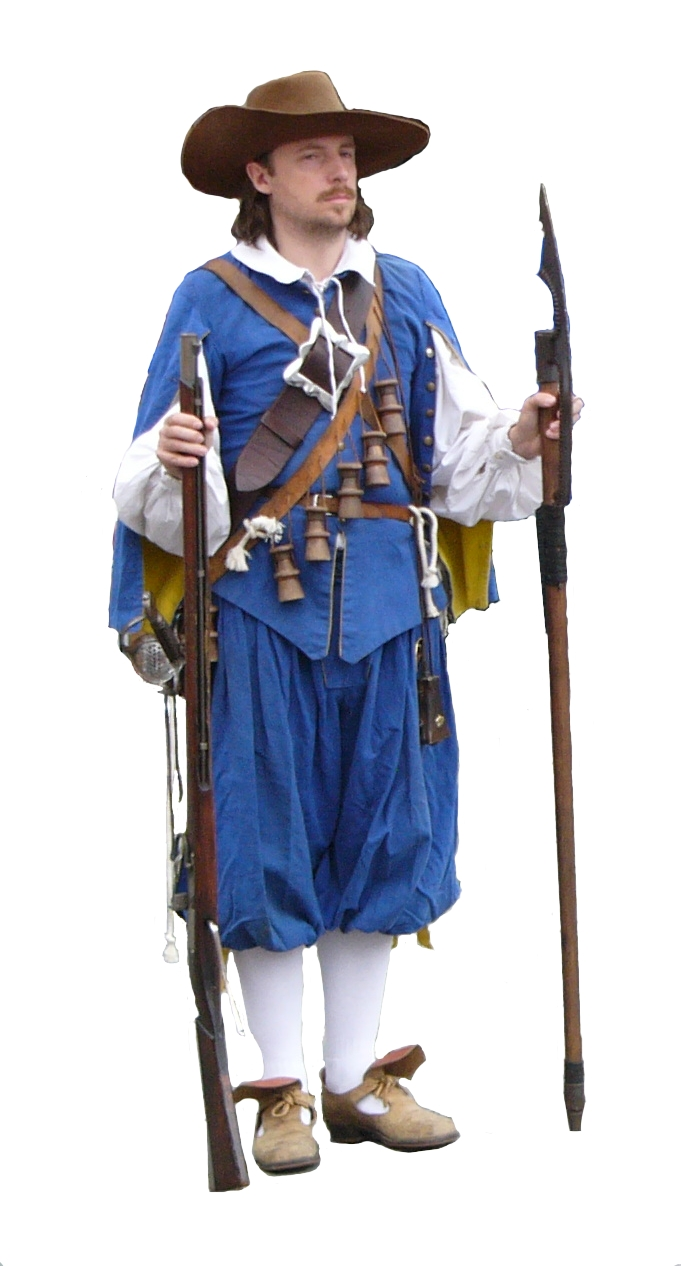
Шведський мушкетер